# Axel Mpoyo
Axel Olenga Mpoyo (Meridian, 5 gennaio 1997) è un cestista statunitense con cittadinanza ruandese.

## Carriera
Con il Ruanda ha disputato i Campionati africani del 2021.